# Mil Mi-2
Il Mil Mi-2 (in cirillico Ми-2, nome in codice NATO  Hoplite - oplita) è un elicottero leggero utility, configurabile in versione armata per il Close Air Support, progettato dall'OKB diretto da Michail Leont'evič Mil' e prodotto in Polonia presso la Wytwórnia Sprzętu Komunikacyjnego "PZL-Świdnik" (WSK-PZL) di Świdnik, dagli anni sessanta fino al 1985. Impiegato dapprima dalle forze armate sovietica e polacca e in seguito da quelle di altri paesi del Patto di Varsavia, è stato per la maggior parte ritirato dal servizio sul finire degli anni ottanta, sebbene alcuni esemplari rimangano ancora operativi nel mondo.

## Storia

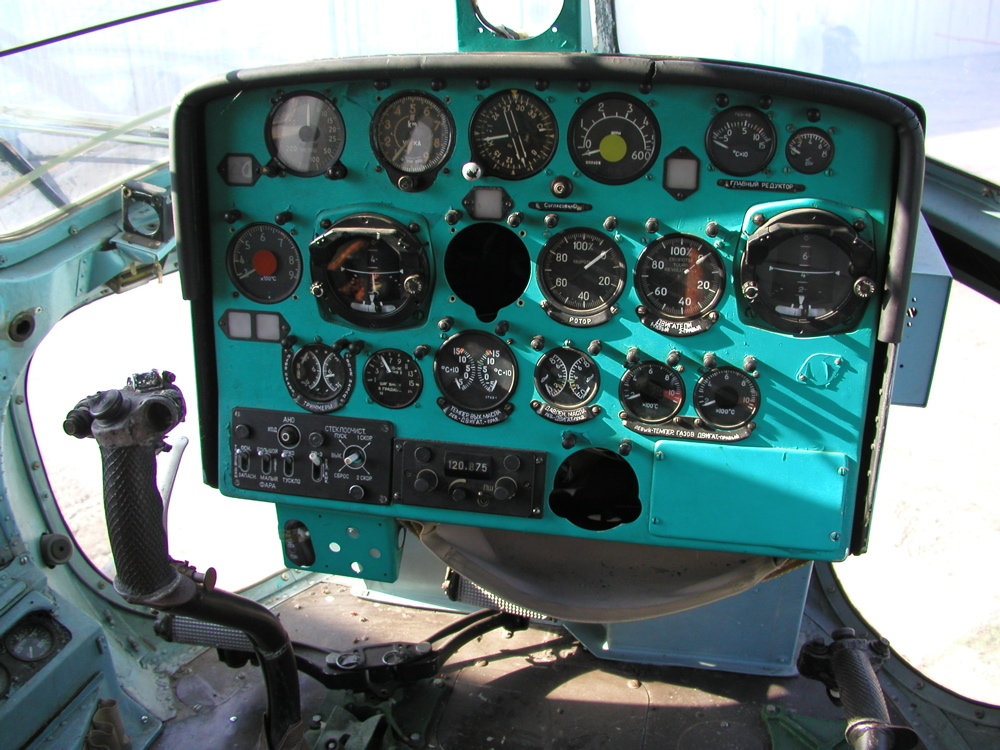
Strumentazione di un Mi-2 in esposizione presso il museo dell'aviazione di Košice, Slovacchia

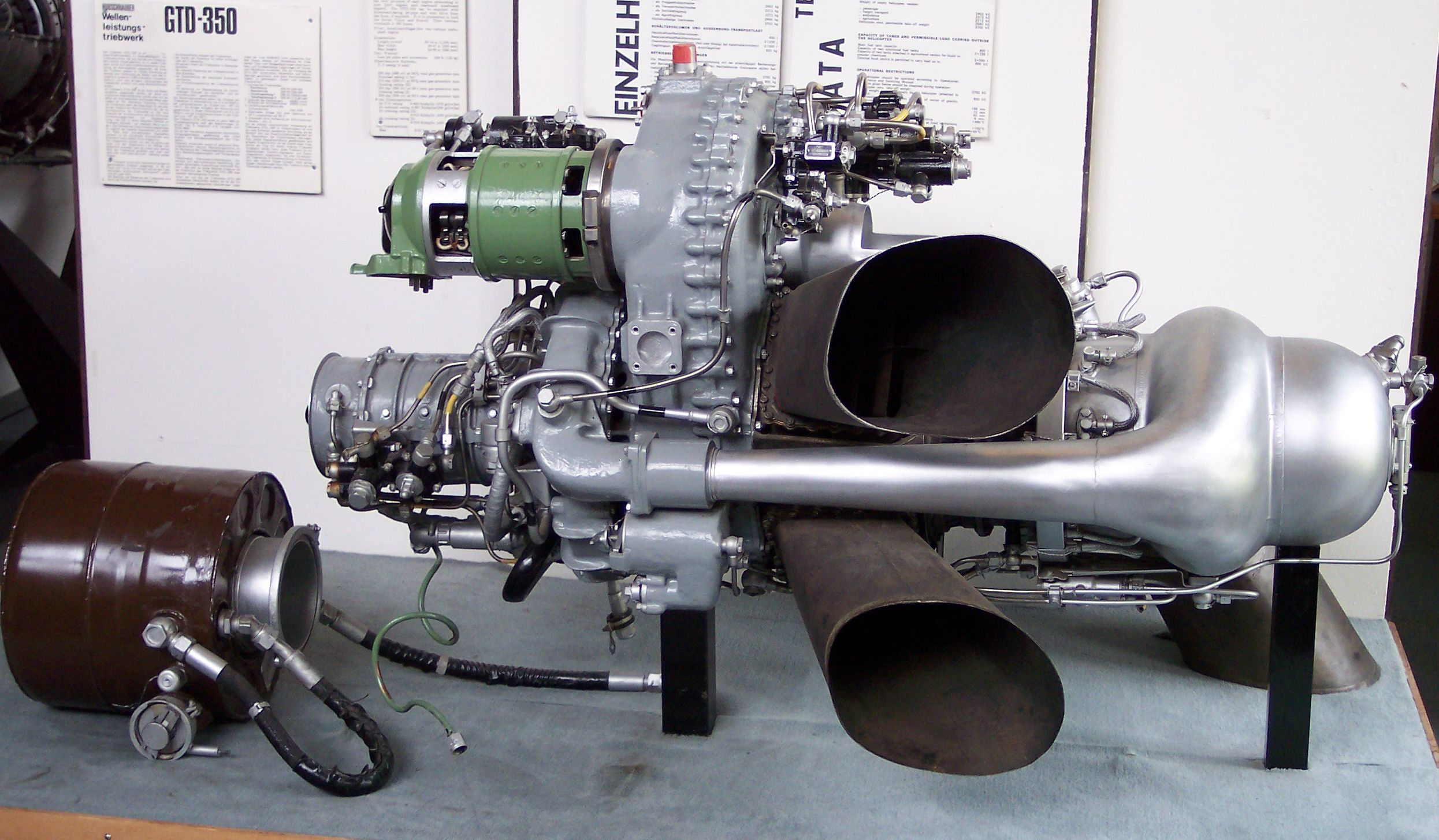
Il propulsore Klimov GTD-350 installato sugli elicotteri Mil Mi-2

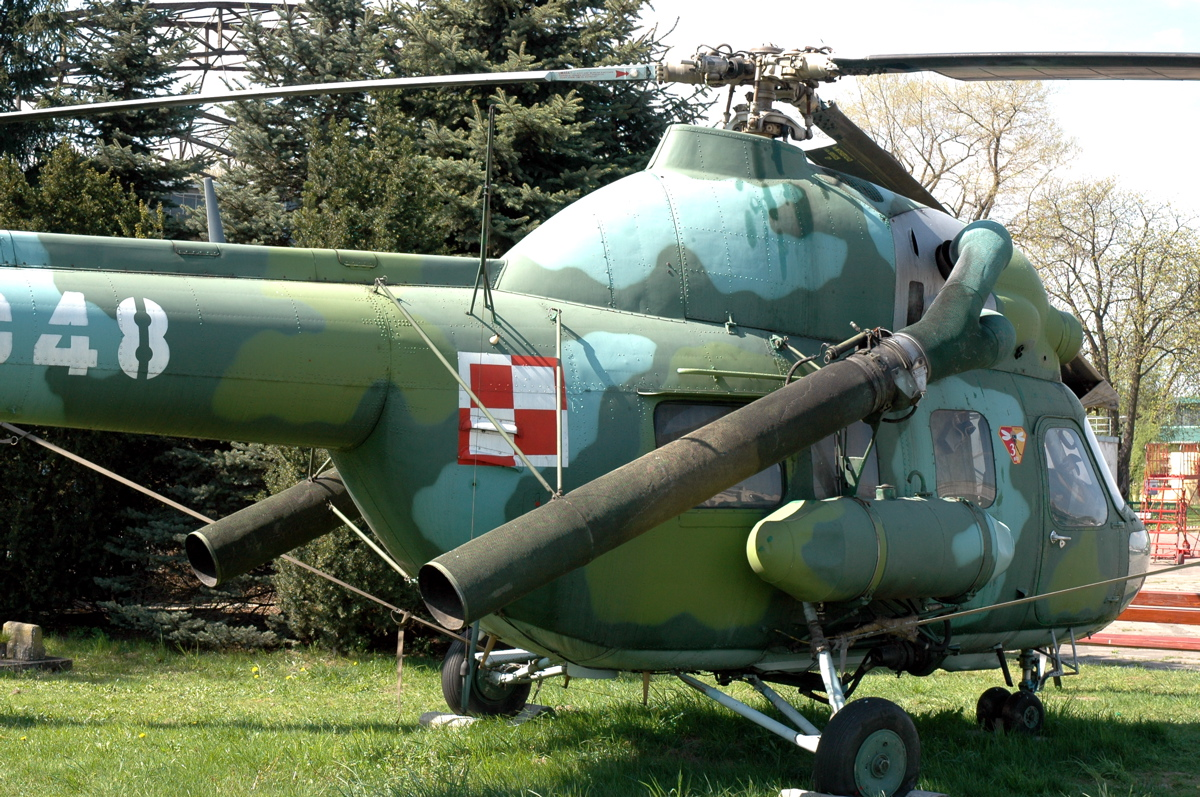
Mi-2 in esposizione al Museo dell'aviazione polacca, Cracovia

Il primo elicottero a entrare in produzione di serie in Unione Sovietica è stato il Mil Mi-1, ispirato dal disegno dell'Sikorsky S-51 e del Bristol Sycamore e sviluppato dall'ufficio diretto da Mil nel settembre 1948. Negli anni cinquanta divenne evidente grazie alle conferme fornite dagli studi americani e francesi che gli elicotteri potevano migliorare fortemente le prestazioni utilizzando motori turboalbero. S. P. Isotov sviluppò allora il motore a turbina GTD-350.
Grazie alla disponibilità di questo motore, lo sviluppo del Mil Mi-2 (nome del progetto V-2) fu avviato dall'OKB-329 il 30 maggio 1960 sotto la supervisione del capo progetto Michail Mil'. Fin dall'inizio fu presa in considerazione la possibilità di fornire il nuovo prodotto in una serie di allestimenti differenti, richiedendo quindi agli ingegneri una certa flessibilità nell'utilizzo della macchina risultante. Il 30 gennaio dell'anno seguente fu disponibile un primo prototipo, con il quale si condussero una serie di test statici a terra. In settembre dello stesso anno fu poi presa la decisione da parte del Politburo di proseguire con il progetto, autorizzando il primo tentativo di volo da effettuare con uno dei prototipi. Il 22 settembre 1961 fu effettuato il primo volo con successo e si poté quindi procedere con la fase finale degli studi.

### Le produzioni in Polonia
Dopo lo sviluppo iniziale in Unione Sovietica, le attività si trasferirono in Polonia nel 1964, dopo che il primo esemplare costruito dalla WSK-Świdnik aveva iniziato i voli. Il 26 agosto 1965 si alzò in volo il primo Mil Mi-2 consegnato all'Unione Sovietica, mentre la prima versione costruita per l'esercito polacco effettuò il primo volo il 4 novembre 1965.
A partire dal 1965 iniziarono le consegne per la Sovetskie Voenno-vozdušnye sily, l'aeronautica militare sovietica, mentre dal 1968 iniziarono quelle su larga scala per le forze armate polacche. Dal 1972 il Mil Mi-2 fu consegnato anche ad altri paesi che facevano parte del Patto di Varsavia, tra i quali anche la DDR. L'elicottero è stato esportato anche al di fuori dell'Europa, come per esempio il Messico e Myanmar.
Da allora, sono stati consegnati circa 7200 esemplari, di cui un terzo a clienti militari, e in molteplici varianti sviluppate in Polonia, tra cui quella con pale del rotore in materiali plastici, la versione con fusoliera larga Mi-2M da 10 passeggeri al posto degli originali 8 e la versione migliorata che a partire dal 1974 era dotata di motori a turbina del tipo GTD-350P.
Tra gli allestimenti disponibili si annoverano anche quello con quattro barelle per il ruolo di eliambulanza e quello per uso agricolo.
Per uso militare, invece, vennero sviluppate varianti specifiche per la maggior parte per la Polonia. I Mil Mi-2 utilizzati per supporto o ricognizione, erano armati con un cannone automatico da 23 mm, mitragliatrici, con o senza pod razzi da 57, 4 missili anticarro 9K11 Malyutka o antiaereo Strela-2. Alcune varianti armate vennero impiegate anche della DDR, equipaggiate solo con mitragliatrici e razzi.

## Utilizzatori

### Governativi
Ungheria
- Polizia ungherese

7 PZL-Swidnik Mi-2(S) Hoplite immessi in servizio dal 1978 al 1983, ritirati a partire dal 2016.

### Militari

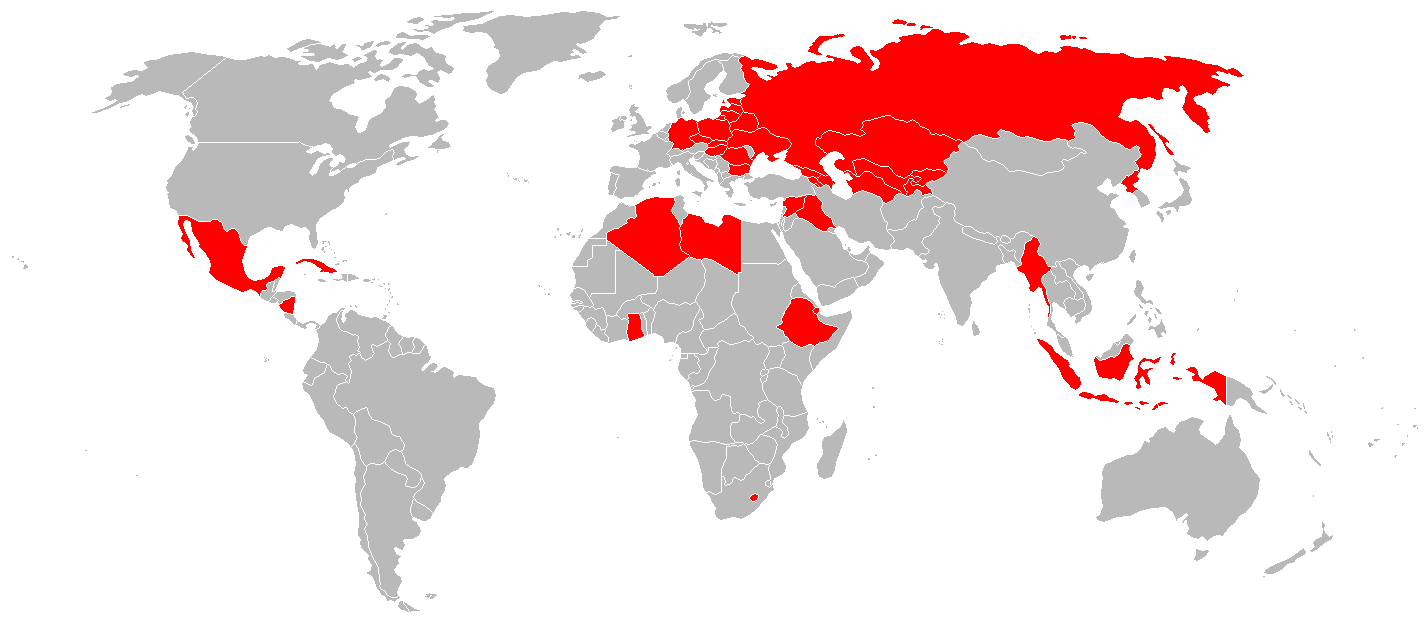
Utilizzatori del Mi-2 nel mondo

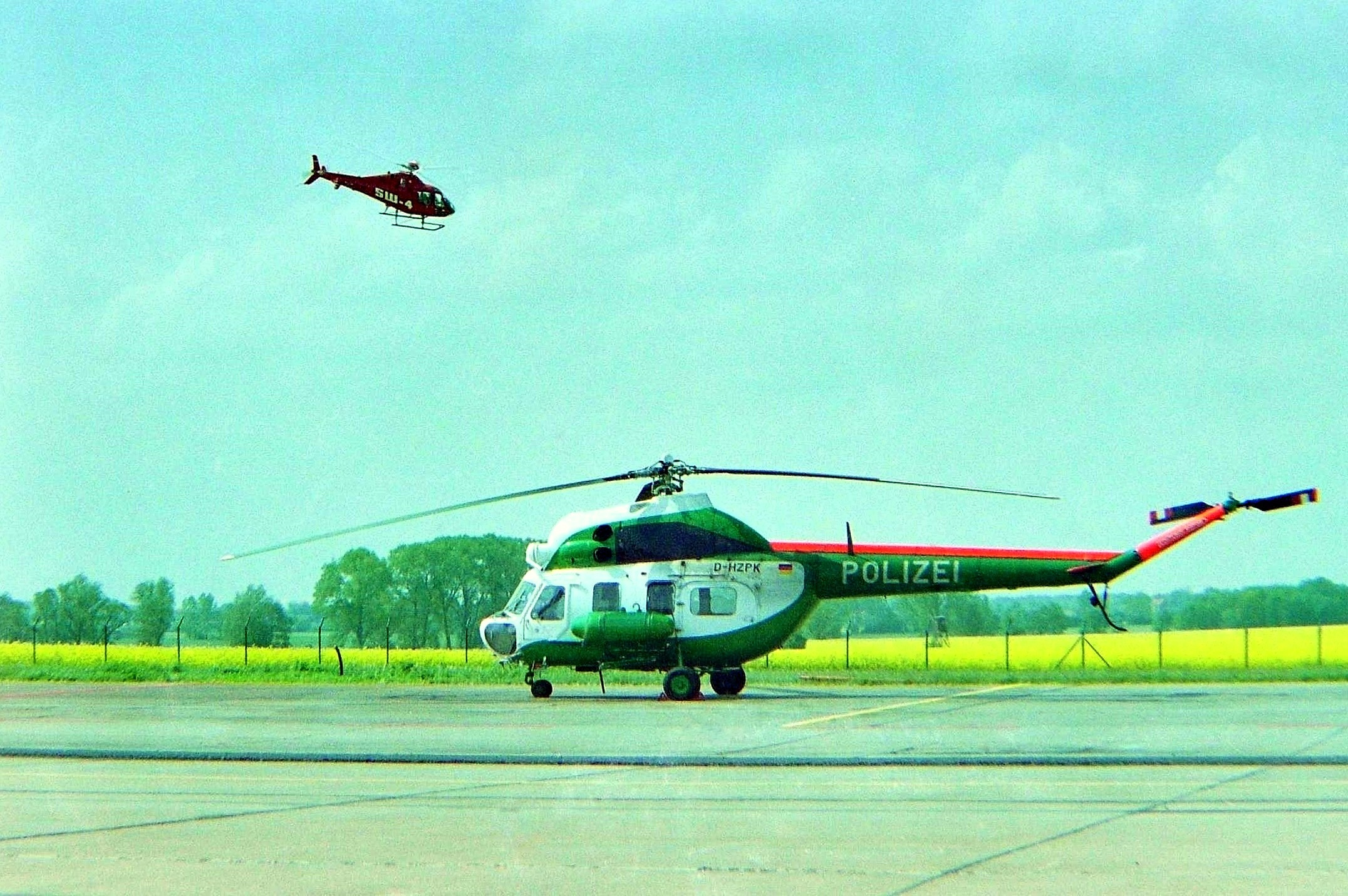
Polizia-aeroporto Berlin Schönefeld (2002)

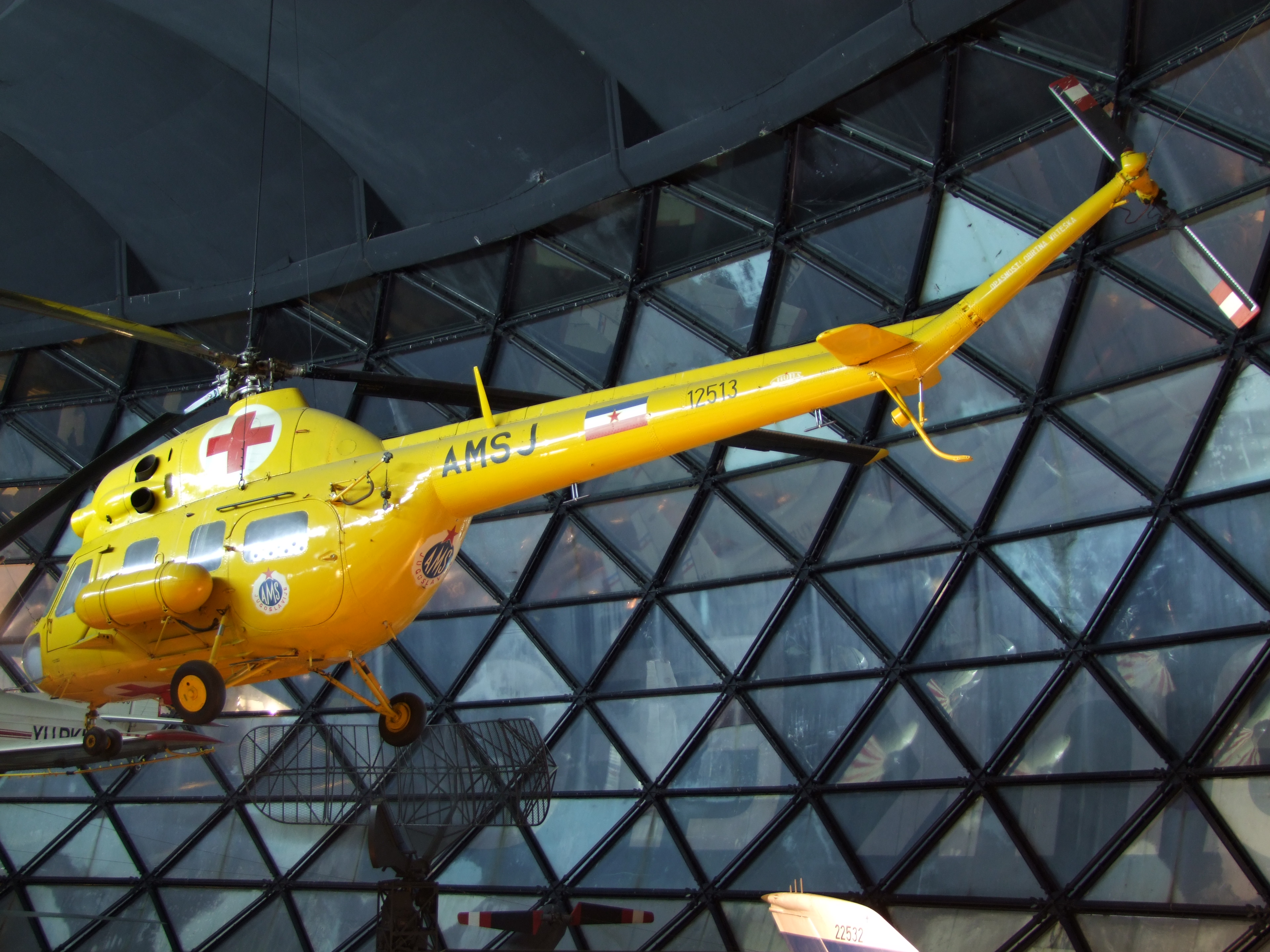
Il WSK-PZL Mi-2 (prodotto in Polonia su licenza) esposto al museo dell'aeronautica di Belgrado.

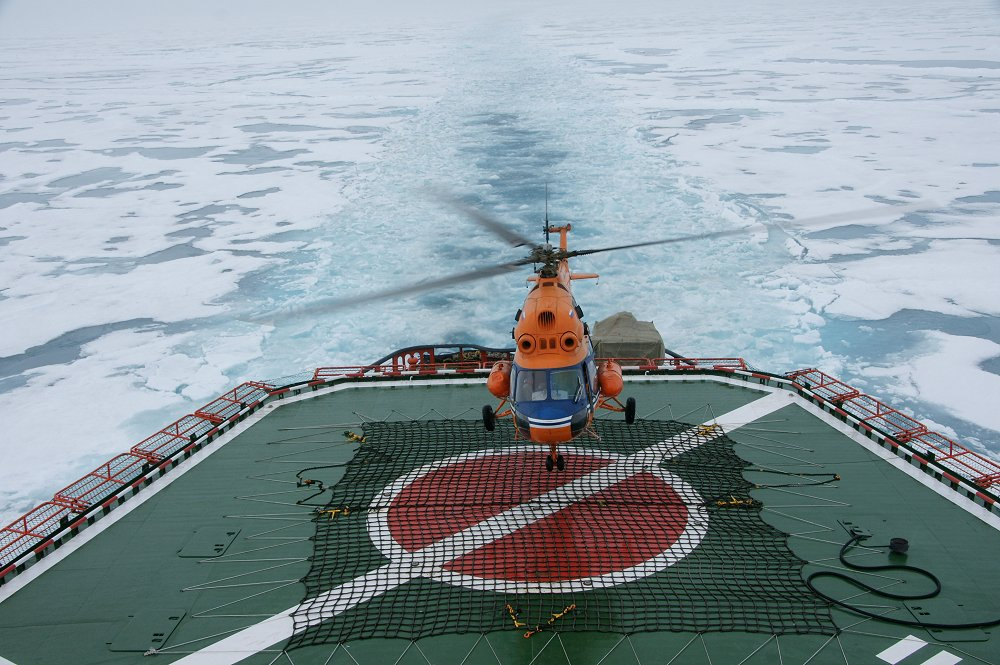
Un Mil Mi-2 in fase di decollo dal bordo di Rompighiaccio a propulsione nucleare russo "NS 50 Let Pobedy" nel luglio 2012.

AfghanistanRapporti non confermati riferiscono di sei esemplari in servizio attorno al 1982 e 1983.
 Albania
- Forcat Ajrore Shqiptare

2 Mi-2 dal 1981 al 1986.
 Algeria
- Al-Quwwat al-Jawwiyya al-Jaza'iriyya

26 esemplari consegnati, 20 in servizio al settembre 2018.
 Armenia
- Hayastani R'azmao'dayin Owjher

6 esemplari in servizio a novembre 2015.
 Azerbaigian
- Azərbaycan hərbi hava qüvvələri

7 esemplari in servizio a febbraio 2016.
 Bielorussia
- Voenno-vozdušnye sily i vojska protivovozdušnoj oborony

Dei 26 esemplari consegnati ne risultano in servizio 6 a novembre 2016.
 Birmania
- Tatmdaw Lei

22 consegnati, 15 in servizio al dicembre 2016.
 Bulgaria
- Bălgarski Voenno văzdušny sily

 Cambogia
 Rep. Ceca
- Vzdušné síly armády České republiky

6 esemplari in servizio al gennaio 2018 ed impiegati in compiti di addestramento.
 Cecoslovacchia
- Češkoslovenske Vojenske Letectvo – trasferiti alle repubbliche nate dopo la scissione.

 Corea del Nord
- Chosŏn Inmin Kun Konggun

48 Mi-2 consegnati, 45 in servizio al novembre 2018.
 Cuba
- Defensa Anti-Aérea y Fuerza Aérea Revolucionaria

 Estonia
- Eesti Õhuvägi

 Etiopia
 Gambia
- Aeronautica militare del Gambia

2 Mi-2 consegnati, tutti in organico al giugno 2020.
 Georgia
 Germania Est
La Germania Est impiegava 48 elicotteri, nel periodo tra il 1972 e il 1990, di cui alcuni in versione armata.
- Luftstreitkräfte und Luftverteidigung der Deutschen Demokratischen Republik
- Nationale Volksarmee
- Grenztruppen der Deutschen Demokratischen Republik

 Germania
- Luftwaffe – ereditati dalla ex Germania Est.

 Ghana
 Gibuti
 Indonesia
- Tentara Nasional Indonesia Angkatan Udara - acquisiti nel 1961 e utilizzati durante le fasi preparatorie della Operazione Trikora nel 1962 nella Nuova Guinea Occidentale (ora Irian Jaya). I Mi-2 cessarono in massima parte le attività di volo nel 1969 e furono radiati nel 1970 (un esemplare è esposto presso il Museo Satria Mandala di Jakarta)
- Dinas Penerbangan TNI Angkatan Laut (TNI-AL) - comprò nuovamente altri 16 Mi-2 (vecchie varianti) nel 2003. Solo 3 sono stati consegnati e sono efficienti (ma non possono volare) mentre gli altri 13 non sono stati consegnati per problemi con le agenzie della Marina Indonesiana[14].
- Polisi Lintas Udara (Polizia dell'Indonesia) - utilizza i Mi-2. Tutti gli elicotteri sono vecchie varianti[15].

 Iraq
- Al-Quwwat al-Jawwiyya al-'Iraqiyya

 Jugoslavia
 Lettonia
- Latvijas Gaisa spēki

4 Mi-2U consegnati. Due esemplari che sono stati in deposito a Lielvarde per alcuni anni, sono stati donati all'Ucraina il 15 agosto 2022.
 Lesotho
 Libia
- Al-Quwwat al-Jawwiyya al-Libiyya

7 Mi-2 consegnati.
 Lituania
- Karinės Oro Pajėgos

 Messico
 Nicaragua
 Polonia
- Siły Powietrzne

14 Mi-2RL in servizio all'aprile 2023.
- Marynarka Wojenna

 Perù
- Aviación del Ejército – 6 elicotteri

 Romania
 Russia
- Voenno-vozdušnye sily Rossijskoj Federacii

 Siria
 Slovacchia
- Vzdušné sily Slovenskej republiky

2 Mi-2A in servizio al marzo 2019. 1 Mi-2 è stato donato all'Ucraina nel giugno del 2022.
 Stati Uniti
- Il Cold War Air Museum (CWAM) ha 4 Mi-2 in condizioni di volo presso la sede a Lancaster Airport (Texas) a sud di Dallas in Texas[23]
- L'U.S. Army risulta avere alcuni Mi-2 per addestramento presso Fort Bliss in Texas. L'Hoplite viene utilizzato per l'addestramento iniziale dei piloti su elicotteri dell'ex-Unione Sovietica, prima di proseguire con mezzi più grandi quali il Mi24.
- Sul registro U.S. FAA risultano 13 Mi-2 di proprietà civile. Solo 3 dei 13 tredici hanno la documentazione necessaria per volare.[24]

 Sudan
- Al-Quwwat al-Jawwiyya al-Sudaniyya

1 Mi-2 in servizio al luglio 2019.
 Turchia
- Redstar Aviaiton 3 elicotteri in servizio dal 1992.

 Ucraina
- Aviatsiya Viys'kovo-Mors'kykh Syl

1 Mi-2 è stato donato dalla Slovacchia nel giugno del 2022. Due Mi-2U sono stati donati dall'Aeronautica lettone il 15 agosto 2022.
 Ungheria
 Unione Sovietica
ceduti alle repubbliche nate dopo lo scioglimento.
- Aeroflot
- DOSAAF
- Sovetskie Voenno-vozdušnye sily